# Raïon de Horki
Le raïon de Horki (en biélorusse : Горацкі раён, Horkii raïon ; en russe : Горецкий район, Goretski raïon) est une subdivision de la voblast de Moguilev, en Biélorussie. Son centre administratif est la ville de Horki.

## Géographie
Le raïon couvre une superficie de 1 284,31 km2, dans le nord de la voblast. Le raïon de Horki est limité au nord par la voblast de Vitebsk (raïon de Doubrowna), à l'est par la Russie (oblast de Smolensk), au sud par le raïon de Mstsislaw, le raïon de Drybine et le raïon de Chklow, et à l'ouest par la voblast de Vitebsk (raïon d'Orcha).

## Histoire
Le raïon de Horki a été créé le 17 juillet 1924.

## Population

### Démographie
Les résultats des recensements de la population (*) depuis 1959 font apparaître une relative stabilité jusqu'aux années 1990. En revanche, la population a commencé à diminuer dans la première décennie du XXIe siècle :
| 1959*  | 1970*  | 1979*  | 1989*  | 1999*  | 2009*  |
| ------ | ------ | ------ | ------ | ------ | ------ |
| 54 355 | 54 901 | 53 600 | 53 073 | 53 865 | 47 800 |

### Nationalités
Selon les résultats du recensement de 2009, la population du raïon se composait de deux nationalités principales :
- 90,85 % de Biélorusses ;
- 5,67 % de Russes.

### Langues
En 2009, la langue maternelle était le biélorusse pour 61,9 % des habitants du raïon de Horki et le russe pour 34,5 %. Le biélorusse était parlé à la maison par 29,3 % de la population et le russe par 64,75 %.